# Trésor de Tarse (1862)
Le Trésor de Tarse est une trouvaille exceptionnelle constitué par un petit ensemble de quatre médailles ou multiples d'aurei d'une insigne rareté, accompagné de 23 aurei et découverts en 1862 dans la plaine aux alentours de Tarse, aujourd'hui en Turquie (province historique de Cilicie). Sa datation est estimée aux alentours de 240 de notre ère, les quatre médaillons sont conservés au Département des Monnaies, médailles et antiques de la Bibliothèque nationale de France à Paris.

## Découverte
Le trésor est découvert fortuitement en 1862, près de la ville turque de Tarse, l'antique Antiochia ad Cydnum. Ce trésor ne doit pas être confondu avec un second trésor découvert en 1992 également près de Tarse et constitué de 22 statères de Mazaios datant du IVe siècle av. J.-C. et de divers autres objets précieux. On ne connaît que 4 médaillons pour ce trésor ainsi que 23 aurei. En 1868, l'empereur Napoléon III achète les quatre médaillons et 11 aurei pour la somme de 50 000 francs et les attribue au Cabinet des Médailles

## Détail du trésor
Cette trouvaille comporte trois lourdes médailles monétiformes et un multiple de la valeur de huit aurei frappé par l'atelier de Rome en 230 sous l'empereur Sévère Alexandre, ce multiple n'est connu que par ce seul exemplaire. On suppose que les médailles étaient destinées à récompenser les vainqueurs des concours agonistiques organisés à l’occasion des séjours impériaux, d’où le nom de Nikètérion (médaille de victoire) qu’on leur donne parfois, soit à être offertes par les organisateurs des Jeux à des visiteurs de haut rang. Deux de ces médaillons reprennent le portait d'Alexandre le Grand et le troisième celui de son père Philippe II de Macédoine, il est probable que ces frappes exceptionnelles aient été faites pendant le règne de Sévère Alexandre ou encore celui de Gordien III qui, comme beaucoup d'empereurs, vouaient un véritable culte à Alexandre.

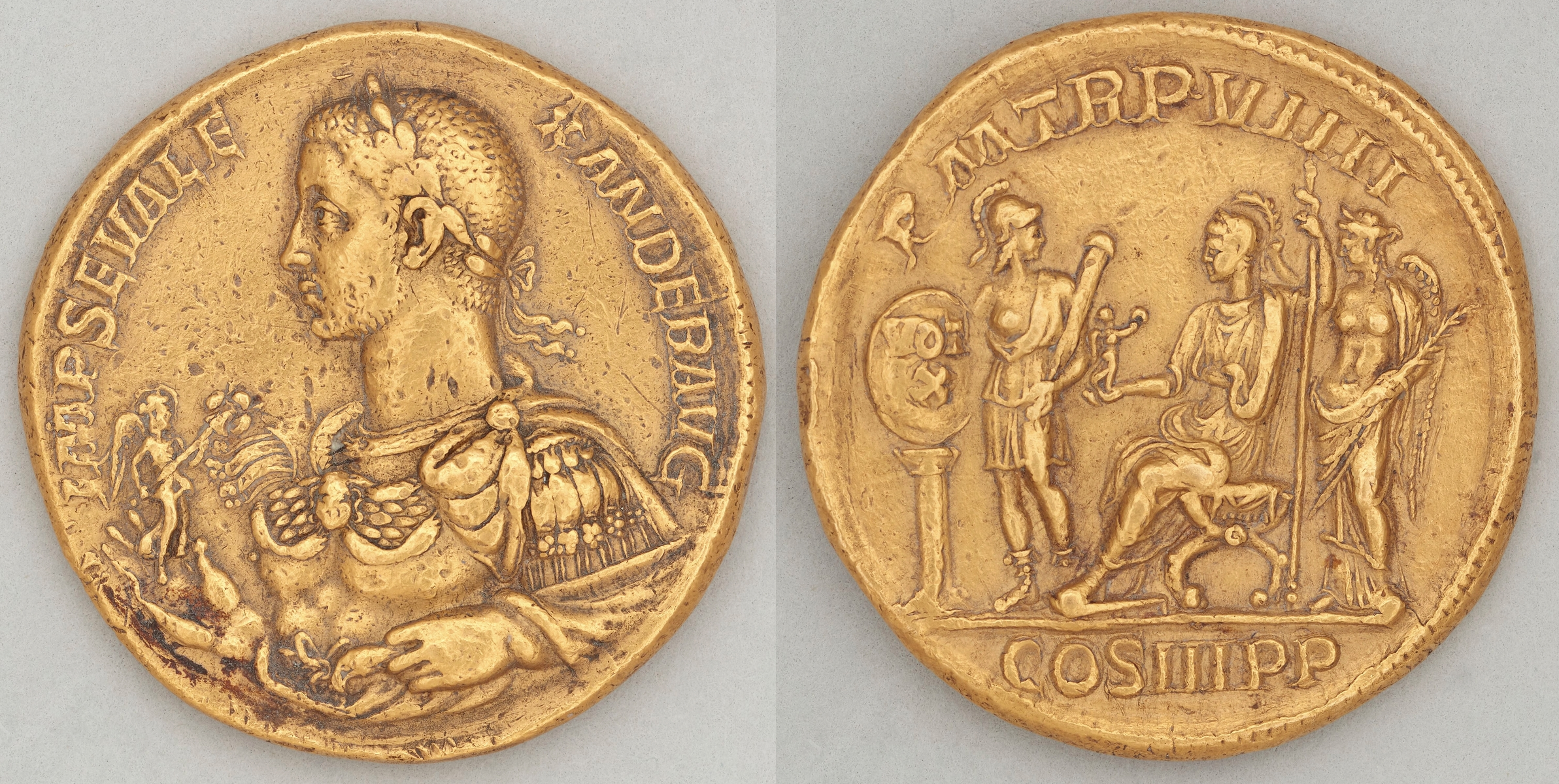

 Multiple d'or de huit aurei frappé par l'atelier de Rome en 230 par l'empereur Sévère Alexandre (règne de 222 à 235). Poids : 51,14 g. exemplaire unique, parmi les plus lourds multiples connus. À l'avers, buste à gauche de l'empereur lauré et cuirassé tenant dans le main droite une statue de Niké. Légende : IMP SEV ALE/XANDER AUG. Au revers : L'empereur assis au centre sur une chaise curule, tenant une lance et une statuette de Niké dans la main droite, à gauche un personnage féminin casqué (Rome) tenant sur une colonne un bouclier marqué Vot X, à gauche une femme ailée (la Victoire) portant une palme. Légende en haut  PM TRP VIIII, à l'exergue COS III PP. Ces pièces de prestige, fabriquées en très faible nombre, étaient données comme récompenses par l'empereur à des personnages de haut rang.

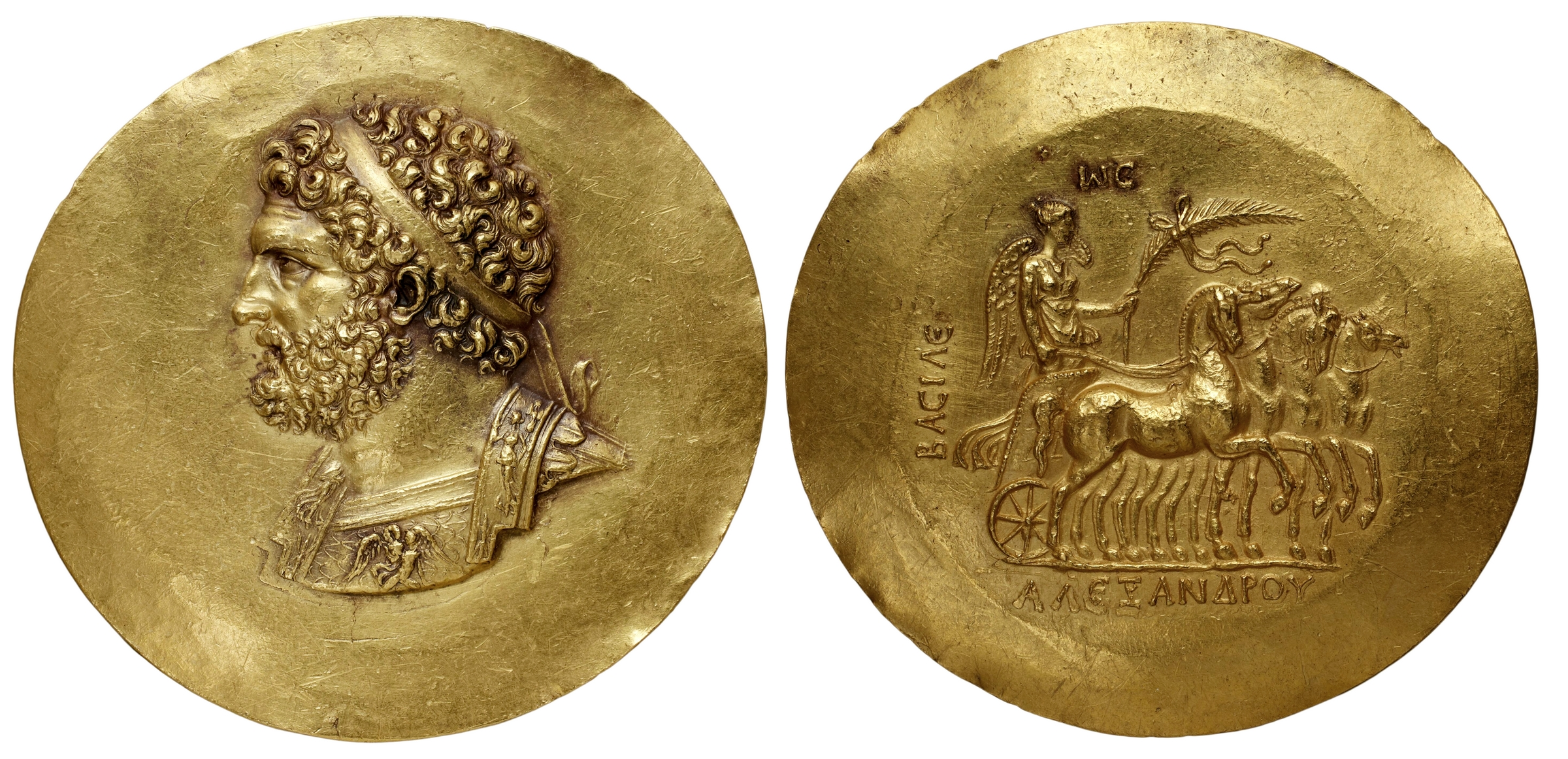

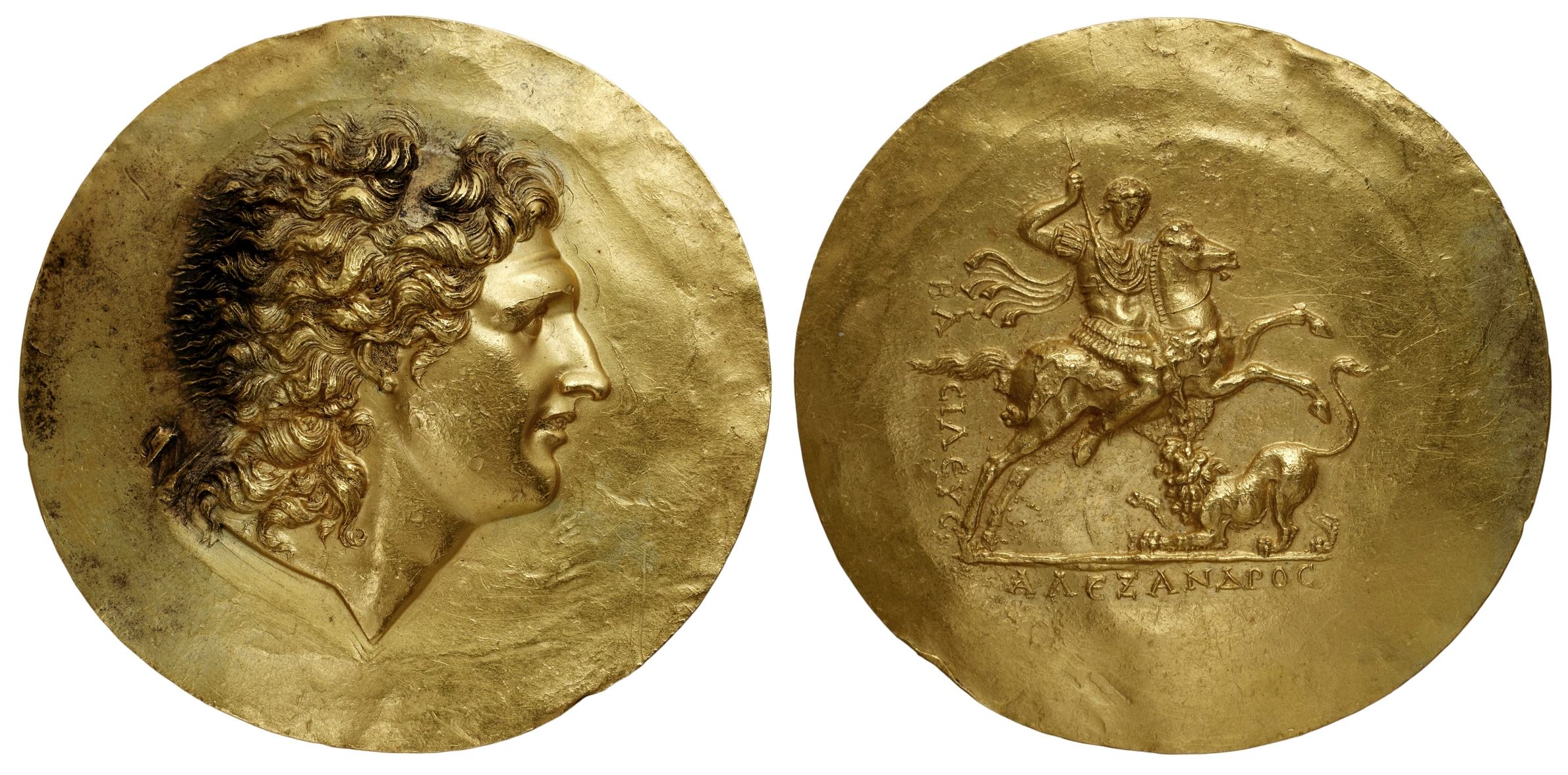

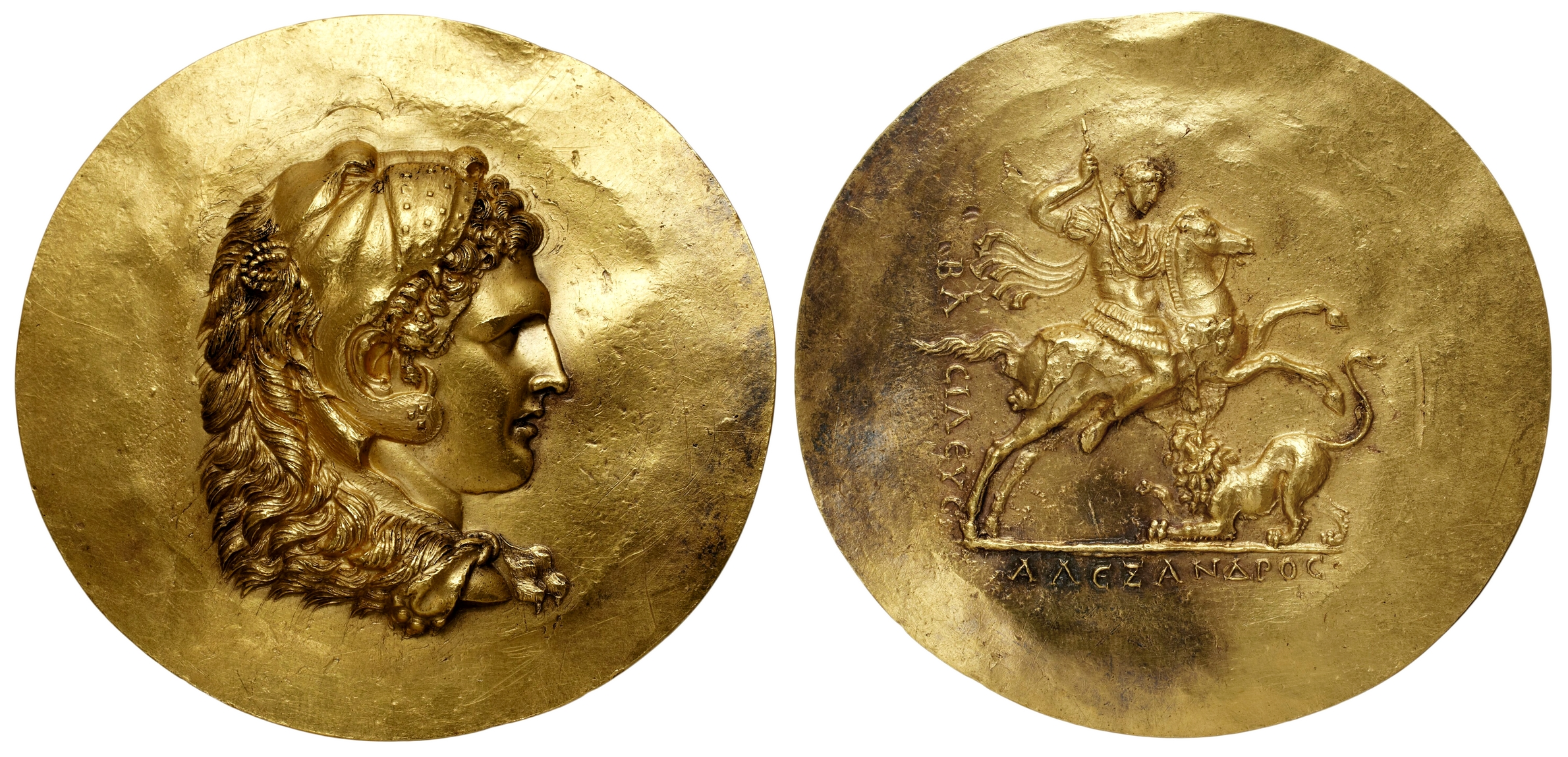

 Grande médaille en or, diamètre 67 mm et poids 98,85 g. Frappée à Tarse ou dans un atelier de Grèce du Nord. « Nikètérion » (médaille de victoire)  produite sous le règne de Sévère Alexandre ou de Gordien III vers 230/245 après J.C. À l'avers, portrait anépigraphe à gauche de Philippe II de Macédoine, la tête ceinte d'un bandeau et portant une cuirasse richement décorée. Au revers : Un quadrige conduit par une Victoire ailée tenant les rênes d'une main et de l'autre une palme autour de laquelle est noué un ruban de victoire. Inscriptions en grec :  au génitif BACIΛE-ΩC AΛEΞANΔPOY (basileôs Alexandrou) (« [médaillon] du roi Alexandre »). Le travail reprend avec virtuosité le style des monnaies grecques des siècles précédents.
 Grande médaille en or, diamètre 70 mm et poids 110,30 g. Frappée à Tarse ou dans un atelier de Grèce du Nord. « Nikètérion » (médaille de victoire)  produite sous le règne de Sévère Alexandre ou de Gordien III vers 230/245 après J.C. À l'avers, portrait anépigraphe à droite d'Alexandre le Grand tête nue ou portant un bandeau dissimulé dans ses cheveux. Au revers : Alexandre cuirassé à cheval (Bucéphale) avec une peau de bête pour selle terrasse avec une lance un lion. Inscription en grec presque similaire à la précédente mais disposée autrement.
 Grande médaille en or, diamètre 67 mm et poids 98,70 g. Frappée à Tarse ou dans un atelier de Grèce du Nord. « Nikètérion » (médaille de victoire)  produite sous le règne de Sévère Alexandre ou de Gordien III vers 230/245 après J.C. À l'avers, portrait anépigraphe à droite d'Alexandre le Grand la tête recouverte de la dépouille du lion de Némée. Au revers : Alexandre cuirassé à cheval terrasse un lion. Visiblement le coin de revers est celui déjà utilisé pour la médaille précédente.

## Les médaillons ditsNikètérion
D'autres exemples de ces frappes particulières sont visibles au Cabinet des médailles de Berlin (Bode-Museum) qui a fait l'acquisition en 1906 de cinq exemplaires découverts en 1902 à Aboukir. Leurs similarités avec ceux de Tarse sont assez grandes et la question de leur authenticité a été soulevée très tôt alors que leur origine exacte n'est pas documentée. De nos jours, l'authenticité de ces Nikétérions d'Aboukir, dont quelques autres spécimens sont dispersés dans différents musées est toujours remise en doute. Ce type de médaille n'apparaît que tardivement dans la connaissance de la numismatique romaine, un premier exemplaire à l'effigie d'Athéna avait été acheté avant 1815 dans un bazar de Macédoine, il serait daté de 242 de notre ère et est conservé au Fitzwilliam Museum de Cambridge, puis apparurent les pièces de Tarse qui furent retentissantes. Les trouvailles suivantes dont les contextes archéologiques sont incertains auraient pu être le travail de faussaires ce que semblent confirmer les analyses metallographiques.